# Oculobrium abbreviatum
Oculobrium abbreviatum là một loài bọ cánh cứng trong họ Cerambycidae.